# Crazy About You
Crazy About You este numele unui single al cântăreței Andreea Bălan, lansat pe 9 noiembrie 2010. O mostră de 42 de secunde a fost lansată pe contul artistei de pe site-ul YouTube pe 4 noiembrie. Bălan a declarat pentru revista Viva, "Este o melodie vesela, de dragoste care sper sa intre repede in sufletele oamenilor. E o piesa lirica pe beat-uri fresh in care ma regasesc." Cântăreața a declarat că a abordat acest gen muzical pentru a se conforma tendințelor radio.
Cântecul a fost primit cu recenzii pozitive din partea criticilor,  fiind considerat "cumințel".

## Videoclip
Videoclipul a fost regizat de Alex Ceaușu, ce i-a regizat și clipurile anterioare, "Trippin" și "Snow". În urma unui concurs, un fan a fost ales pentru a apărea în videoclip. În timpul realizării acestuia, Bălan a declarat: "Încerc mereu să aduc ceva nou în videoclipurile mele. Am gândit scenariul cu scopul de a lua altă direcție față de ceea ce este acum pe piață. Am filmat un clip cu o poveste, în fiecare cadru sunt un alt personaj. "Crazy About You" reprezintă schimbările prin care am trecut de-a lungul timpului și căutarea stilului pe care l-am găsit de ceva timp. Abia astept să vedeți rezultatul". Filmările au avut loc pe parcursul a 20 de ore la palatul Ghica, București. Bălan a purtat ținute semnate de creatori de modă români, precum Iris Șerban, Eugenia Enciu, Mihaela Glăvan și Rhea Costa. Videoclipul a debutat pe 24 ianuarie 2011 simultan pe profilul de Facebook al muzicienei și pe monden.info.
- Regizor: Alex Ceaușu
- Post-procesare și efecte speciale: Cristi Smărăndoiu
- Stilist: Adelina Toma (stilist personal), Andreea Inankur

Chau Nguyen, recenzor al site-ului illvibes i-a oferit o recenzie pozitivă, descriindu-l ca fiind "sexy" și bine realizat.